# George Gleig
George Gleig (12 de maio de 1753 - 9 de março de 1840) era um Primus da Igreja Episcopal Escocesa.
Escreveu vários verbetes para a Encyclopædia Britannica.